# Việt Nam kháng chiến
Việt Nam kháng chiến (tiếng Trung: 抗战的越南) là bộ phim tài liệu do Trung Quốc và Việt Nam hợp tác sản xuất năm 1951, đạo diễn bởi Xướng Hạc Linh (唱鹤翎).

## Sản xuất
Việt Nam kháng chiến được ghi hình trong bảy tháng tại miền Bắc Việt Nam với gần 5.000 mét phim, trong đó có các phân cảnh được quay trước chiến dịch Hà Nam Ninh toàn bộ được đưa đến Bắc Kinh để dựng phim.
Nghệ sĩ nhân dân Phạm Văn Khoa là thành viên của đoàn phim, ông cũng tham gia vào quá trình hậu kỳ – dựng phim và chiếu phim tại Trung Quốc. Khi làm hậu kỳ, ông đã gửi thư về đề nghị có thêm cảnh quay Chủ tịch Hồ Chí Minh đang họp với Chính phủ. Cảnh quay không đủ ánh sáng nên Chủ tịch đã cho phép phó quay phim Khánh Dư lên mái gỡ một miếng lá cọ để lấy ánh sáng. Có thể nói chính Hồ Chí Minh là người "đạo diễn" phân cảnh này.

## Phát hành
Việt Nam kháng chiến được công chiếu rộng rãi từ ngày 2 tháng 9 năm 1952. Trước đó, bộ phim đã được trình chiếu tại một số thành phố lớn của Trung Quốc, Liên Xô và một số nước đồng minh. Việt Nam kháng chiến là tác phẩm điện ảnh đầu tiên của Việt Nam được chiếu tại Bắc Kinh. Bộ phim tiếp tục được chiếu rộng rãi trong những ngày Hà Nội được giải phóng, tháng 10 năm 1954. Bài viết trên báo Sông Hồng ra ngày 17 tháng 10 năm 1954 cho rằng đây là "một bộ phim người Việt Nam nào cũng nên đi xem”.

## Đón nhận
Tháng 6 năm 1952 tại Đại hội điện ảnh quốc tế lần 7 ở Tiệp Khắc bộ phim Việt Nam kháng chiến đã giành giải Nhân dân lao động đấu tranh cho hòa bình.
Vào khoảng quý 3 năm 1952, Chính phủ Việt Nam Dân chủ Cộng hòa quyết định tặng Huân chương Kháng chiến hạng nhì cho đoàn làm phim và cho trưởng đoàn Xướng Hạc Linh.